# バースデイ・ガール (映画)
『バースデイ・ガール』（原題: Birthday Girl）は、2002年公開のアメリカ合衆国の映画。製作・脚本・監督はイギリスのバターワース三兄弟。
真面目な銀行員が、ロシア人花嫁紹介サイトを通して出会った女性に翻弄されていく様を描く。

## ストーリー
英国。ロンドン在住のジョン・バッキンガムは勤続10年の生真面目な銀行員。独身の彼はある日、人生を変えようと一大決心し、“ロシアから愛をこめて”という花嫁紹介サイトにアクセスする。すると早速ナディアという女性がロシアからやって来た。しかし、英語が話せるという条件のはずだった彼女は全く英語が判らない。送り返そうとするジョンに思い留まってもらおうと、ナディアは積極的にセックスを仕掛けてきて、その魅力に懐柔されてしまうジョン。そしてけなげに英会話の習得に努めている様子にほだされてしまう。
職場には内緒にしている”結婚お試し期間”の充足感に、仕事も充実してくるジョン。それも束の間、ナディアの誕生日に突然、ロシアからナディアの従兄弟だという2人の男が現れる。

## キャスト
※括弧内は日本語吹替
- ジョン・バッキンガム - ベン・チャップリン（宮本充）：銀行員
- ナディア - ニコール・キッドマン（八十川真由野）：ロシア女性
- ユーリ - マチュー・カソヴィッツ（後藤敦）：ナディアの従兄弟
- アレクセイ - ヴァンサン・カッセル（相沢正輝）：ユーリの同行者
- クレア - ケイト・エヴァンス：
- オフェティガー - ジョナサン・アリス：警部補
- カレン - サリー・フィリップス（滝沢ロコ）：インストラクター
- ロバート・モーズリー - ザンダー・アームストロング（小室正幸）：